# Quận Acadia, Louisiana
Acadia là một quận thuộc bang Louisiana, Hoa Kỳ. Thành phố đông nhất nhất là Crowley. Theo thống kê năm 2010, dân số quận này là 61,773 người. Quận này được thành lập từ các khu vực của Quận St. Landry năm 1887.

## Dân số
Biến động dân số qua các từ 1900-2010: